# 本吉·麦登
本吉·麦登（Benji Madden，1979年3月11日－），出生名本杰明·莱维·库姆斯（Benjamin Levi Combs），美国唱片制作人、唱片骑师，狂野夏洛特（Good Charlotte）乐队的吉他手、配唱（backup vocalist），与双胞胎兄弟乔尔·麦登共同成立狂野夏洛特乐队。

## 個人生活
2014年，麥登公開與美國演員卡麥蓉·狄亞的戀情，兩人於4月開始交往。
2020年1月3日，本吉·麥登在推特发文宣布诞下女兒Raddix。
2024年3月23日，在社群平台Instagram發文表示兒子卡蒂納麥登（Cardinal Madden）出生。